# ヒュー・チルダース
ヒュー・カリング・アードレイ・チルダース（英語: Hugh Culling Eardley Childers、FRS、PC、1827年6月25日 - 1896年1月29日）は、イギリス及びオーストラリアの政治家。
オーストラリアの政界で活躍した後、イギリスの政界に転じた。自由党に所属して、ヴィクトリア朝の自由党政権で閣僚職を歴任した。

## 経歴

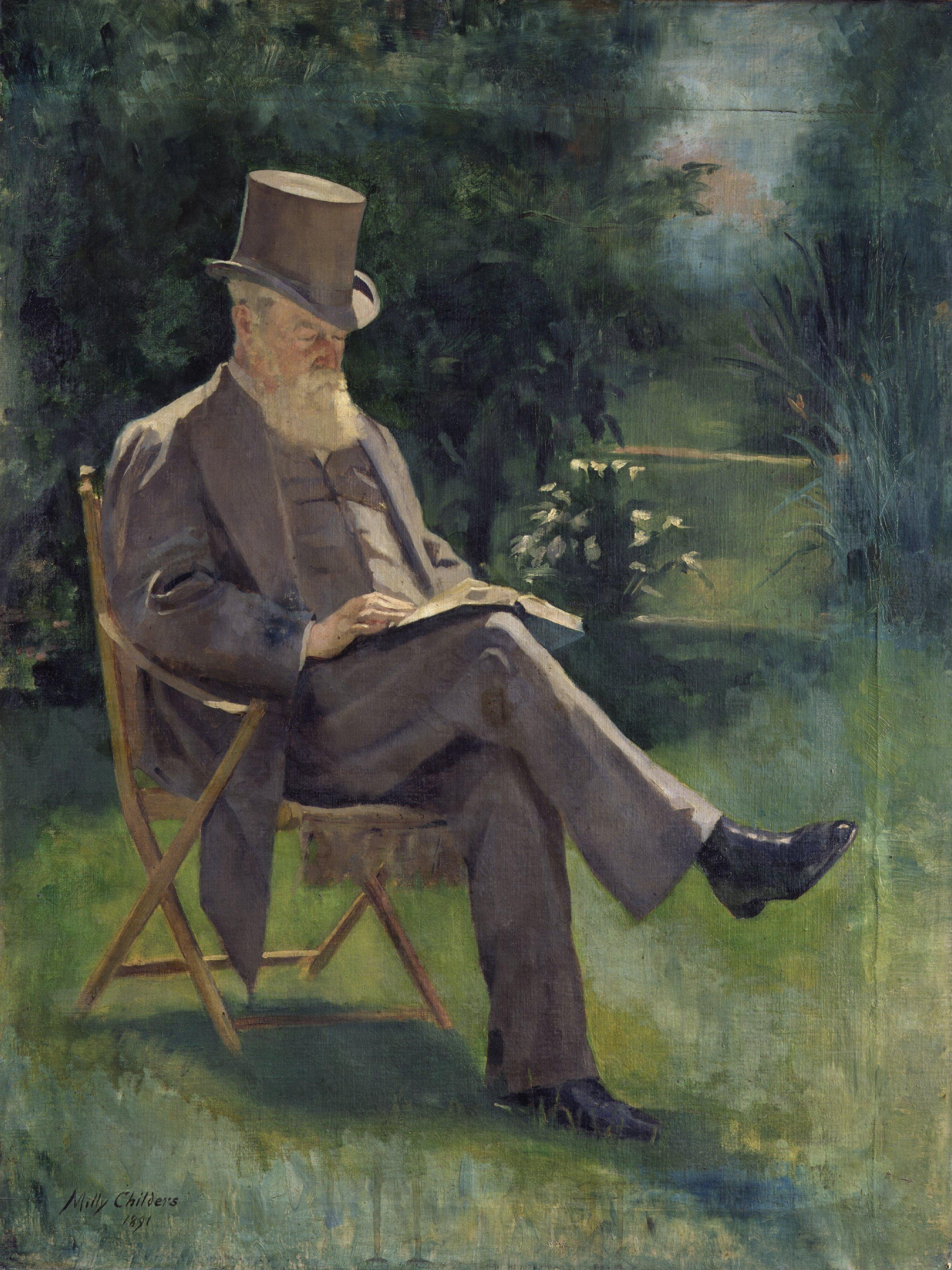
娘で画家のミリー・チルダースが描いたチルダースの肖像。

1827年6月25日、牧師アードレイ・チルダースとその妻マリア（旧姓スミス）の息子としてロンドンで生まれる。
1845年にオックスフォード大学ウェイダム・カレッジに入学したが、1847年にはケンブリッジ大学トリニティ・カレッジに移る。1850年にバチェラー・オブ・アーツ（BA）の学位を取得（1857年にはマスター・オブ・アーツ（MA）の学位を取得）。
結婚したばかりの1850年10月、グレイ伯爵の推薦でオーストラリア・メルボルンへ派遣される。1851年1月には宗派経営学校監督官となり、9月には国立学校委員長となる。1852年からメルボルン、マウント・アレクサンダー、マレー・リバー鉄道会社の社長に就任。同年10月にはビクトリア州監査総監（Auditor-General of Victoria）に就任するとともにビクトリア州上院議員となる。メルボルン大学創設にも尽力し、同大学の初代副学長に就任している。1853年には税関長・財政会議議員となる。1857年3月にはビクトリア州総代理官（agent-general for Victoria）としてロンドンへ帰国し、鉄道融資のための交渉を行った。
1859年にロンドンのリンカーン法曹院に入学。1860年から1885年にかけてポンテフラクト選挙区選出の自由党所属庶民院議員を務める。
自由党に所属し、自由党政権で閣僚職を歴任した。1864年から1866年にかけて第2次パーマストン子爵内閣と第2次ラッセル伯爵内閣において海軍省民政長官や財務省金融長官を務めた。
第1次グラッドストン内閣では1868年から1871年まで海軍大臣を務めた。軍縮と見せかけて木造艦破棄を推進しつつ、鉄製装甲艦の増強を推し進め、海軍力の近代化を推し進めた。体調不良で同職を辞職したが、1872年から1873年にかけてはランカスター公領大臣として再入閣した。
第2次グラッドストン内閣においては1880年から1882年まで陸軍大臣を務め、不本意ながら自由党の倹約政策を陸軍省にも導入した。また在任中、グラッドストン内閣はエジプトで発生したオラービー革命を潰すためエジプト出兵を行うことを決定し、チルダースは陸軍大臣として熱意を持ってその戦争指導にあたった。ついで1882年から1885年にかけて財務大臣を務めた。イギリスの半植民地エジプトの属領スーダンで発生したマフディーの反乱をめぐってマフディー軍に包囲されたチャールズ・ゴードン将軍に救援軍を派遣を送るか否かの閣内論争では、1884年4月頃までは立場を曖昧にしていたが、7月頃には派兵賛成派に転じている。
1885年の総選挙ではポンテフラクト選挙区において落選したが、1886年2月から7月の第3次グラッドストン内閣には内務大臣として入閣し、グラッドストンのアイルランド自治法案に協力した。アイルランド自治法案否決後の1886年の総選挙では南エディンバラ選挙区からアイルランド自治派として当選した。
1892年に議員生活から退いた。1894年から1896年にかけてアイルランド財政問題委員会の議長を務めた。1896年1月29日にロンドンで死去した。

## 栄典
- 1858年、王立地理学会フェロー[4]
- 1868年、枢密顧問官（PC）[5]
- 1873年、王立協会フェロー（FRS）[4][5]

## 家族
1850年にエミリー・ウォーカー（Emily Walker）と結婚し、彼女との間に4人の息子と2人の娘を儲けた。娘の一人が画家のミリー・チルダースである。1875年に妻と死別した。1879年にキャサリン・ギルバートと再婚した。